# 约翰城 (德累斯顿)
约翰城（德语：Johannstadt）是德累斯顿的一个郊区。它位于老城区的东部，易北河畔。它属于老城区的一部分，被划分为约翰城北和约翰城南两个统计区。
该地区以萨克森王国国王约翰（1801-1873）命名。历史上，约翰城从1877年开始发展，当时它由阿尔贝桥（Albertbrücke）与内新城相连。
卡尔·古斯塔夫·卡鲁斯大学医院（Universitätsklinikum Carl Gustav Carus Dresden）成立于1954年，是德累斯顿最大的医院。此外，圣约瑟夫·斯蒂夫特医院（St. Joseph-Stift）位于该区南部。
该区主要由民主德国时期的平板建筑构成，这些建筑在东德转型与和平革命后基本上都进行了翻修。然而，在约翰城东部，有许多格伦德泽特建筑stehen hingegen viele Gründerzeitgebäude.东边是布拉塞维茨（Blasewitz），东南是斯特里森（Striesen），南边是希沃斯塔特东部/大花园（Seevorstadt-Ost/Großer Garten），西边是皮尔纳郊区（Pirnaische Vorstadt），北面是易北河。

## 邻近地区
- 北：拉德伯格郊区（Radeberger Vorstadt）
- 西：皮尔奈郊区（Pirnaische Vorstadt）
- 西北：内新城
- 南：希沃斯塔特东部/大花园（Seevorstadt-Ost/Großer Garten）
- 东：布拉塞维茨（Blasewitz）
- 东南：斯特里森（Striesen）

## 建筑

### 保护建筑
除了大量的住宅建筑（包括普托内豪尔道及其附属街道）外，约翰城的各种其他建筑如下所示：
- 阿图索夫（Artushof）
- 克拉拉·蔡特金养老院（Clara-Zetkin-Heim），普托内豪尔道/费舍尔道（Pfotenhauer-/Fetscherstraße），大学医院（Universitätsklinikum）
- 夸美纽斯道32号（Comeniusstraße 32）
- 原社会保险机构（Ehemalige Sozialversicherungsanstalt）
- 德累斯顿斯巴卡森豪斯（Sparkassenhaus Dresden）
- 费德勒道3号犹太会堂（Synagoge Fiedlerstraße 3）